# ليونارد ر. ستيفنز
ليونارد ر. ستيفنز (بالإنجليزية: Leonard R. Stephens)‏ هو أحيائي بريطاني، ولد في 18 يونيو 1960.